# Linia kolejowa nr 515
Linia kolejowa nr 515 – zelektryfikowana, pierwszorzędna, jednotorowa linia kolejowa łącząca stację Białystok ze stacją Białystok Starosielce.
Przez pewien czas linia była nieczynna, a sieć trakcyjna została zdjęta w listopadzie 2018 roku w związku z przebudową ulicy Klepackiej oraz budową bezkolizyjnego skrzyżowania w miejscu przejazdu kolejowo-drogowego.